# Brazil (canção de Iggy Azalea)
"Brazil" é uma música gravada pela rapper australiana Iggy Azalea. A canção foi lançada em 2 de abril de 2021 pela Empire and Bad Dreams como um lado B de "Sip It", que serviu como o single principal de seu próximo álbum The End of an Era. Em 20 de abril, um remix com a participação do cantor e drag queen brasileiro Gloria Groove foi lançado. 

## Antecedentes e produção
Azalea primeiro postou um trecho da música em suas mídias sociais com um trecho do gancho, ela então anunciou seu lançamento em 2 de abril de 2021 como o lado B de "Sip It" junto com um visualizador lançado 17 dias depois, em 19 de abril de 2021. Azalea trabalhou com produtores AJ Ruined My Record e Jay Scalez na canção. AJ já havia trabalhado com Azalea em seu single anterior "Dance Like Nobody's Watching", de 2020, e ele e Jay também foram confirmados por terem trabalhado em canções do próximo álbum End of an Era.

## Histórico de lançamento
| Região | Data                | Formato                                                         | Rótulo                | Ref.  |
| ------ | ------------------- | --------------------------------------------------------------- | --------------------- | ----- |
| Vários | 2 de abril de 2021  | - Download digital - Streaming                                  | - Bad Dreams - EMPIRE | [ 3 ] |
| Vários | 19 de abril de 2021 | - Download digital - Streaming (versão remix com Gloria Groove) | - Bad Dreams - EMPIRE | [ 4 ] |